# Leptailurus serval lonnbergi
Leptailurus serval lonnbergi es una subespecie de  mamíferos carnívoros  de la familia Felidae.

## Distribución geográfica
Se encuentra en África, en el sur de Angola.